# バットゥーダ
バットゥーダ（伊: Battuda）は、イタリア共和国ロンバルディア州パヴィーア県にある、人口約700人の基礎自治体（コムーネ）。

## 地理

### 位置・広がり

#### 隣接コムーネ
隣接するコムーネは以下の通り。
- マルチニャーゴ
- ロニャーノ
- トリヴォルツィオ
- トローヴォ
- ヴェッレッツォ・ベッリーニ

### 気候分類・地震分類
気候分類では、zona E, 2619 GGに分類される。
また、イタリアの地震リスク階級 (it) では、zona 3 (sismicità bassa) に分類される
。

## 行政

### 分離集落
バットゥーダには、以下の分離集落（フラツィオーネ）がある。
- Cascina Barella, Cascina Cerro, Torradello, Torrino